# Svanen (hjuldamper)
 For alternative betydninger, se Svanen (flertydig). (Se også artikler, som begynder med Svanen)
Svanen er en udflugtsbåd der sejler på Mariager Fjord, båden har plads til 98 passagerer. Svanen er bygget på Hvide Sande Shipyard og leveret i juni 1994. Svanen har 125 kW og skyder en fart på 8 knots.